# Halodakra subtrigona
Halodakra subtrigona är en musselart som först beskrevs av Carpenter 1857.  Halodakra subtrigona ingår i släktet Halodakra och familjen Neoleptonidae. Inga underarter finns listade i Catalogue of Life.